# 神奇小丫头
《神奇小丫頭》是石之森章太郎創作的日本漫畫作品，於1971年改編為電視動畫。

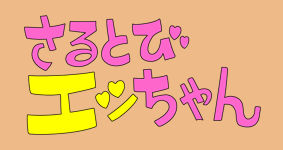
神奇小丫頭徽標

原作曾因雜誌停刊等理由，先後在多本雜誌連載。在動畫化之前，每本雜誌刊登之漫畫名稱都不盡相同。現時所知的最初版本（瑪格麗特週刊版）大致分為三輯：首部曲以「（非常奇怪的孩子）」為標題，在1964～1965年間連載，一共42回；第二部曲把標題簡略成，於1965年第10號開始，1965年第18號結束，共8回。第三輯以為題，共12回。

## 故事簡介
猿飛佐助的第33代後人的猿飛悅子从乡下轉到三葉小學就讀。身手敏捷的她為朋友們弄出了不少麻煩。故她需要用自己的力量去解決麻煩。

## 登場人物
猿飛悅子
配音：野村道子（日本）； （香港）
阿福
配音：永井一郎（日本）； （香港）
廣岡三枝子
配音：千千松幸子（日本）； （香港）
天下大平
配音：野島昭生（日本）； （香港）
天下茂平
配音：加藤修（日本）； （香港）
天下三子
配音：津田延代（日本）； （香港）
天下栗平
配音：麻生美津子（日本）； （香港）

## 電視動畫
日本：
播放電視台：朝日電視台（時稱：日本教育電視台）
播放日期：1971年10月4日－1972年3月27日
香港：「神奇小丫頭」
播放電視台：佳藝電視、無綫電視翡翠台
播放日期：1979年7月16日～7月27日

### 工作人員
- 企劃：宮崎慎一（朝日）、籏野義文
- 製作人：原徹
- 人物設計：高橋信也
- 背景：山口俊和、原田謙一 等
- 音樂：宇野誠一郎
- 選曲：賀山靖雄
- 編輯：古村均、本山收
- 效果：大平紀義
- 記錄：神原廣巳
- 視像：東映化學
- 演出助手：佐佐木勝利、福島一三、早川啓二 等
- 製作進行：佐藤哲雄、久保田弘男、難波隆司、管原吉郎 等
- 製作：東映動畫、朝日電視台

### 主題曲
＊全填詞：山元護久，作曲：宇野誠一郎
片頭曲

演唱：增山江威子
片尾曲

演唱：熊倉一雄
演唱：永井一郎（第9、19話）

## 劇場版
- 《奇怪的轉校生》（さるとびエッちゃん おかしな転校生）

第1話之另一版本，在1972年3月18日的「東映動畫節」中上映，為東映「魔女系列」電影系列第9作。同期其他電影有幪面超人對撒旦幫、長靴貓西部劍客、電子分光人和姆明一族。
巨人之星、排球甜心客串該作。

## 軼聞
漫畫原作曾計劃改編成真人特攝，由東映製作，但因當年技術不足而取消。

## 資料來源
1. ↑  小野寺丈. . Ishimori Pro.   [2020-08-08]. （原始内容存档于2020-11-29） （日语）.

## 外部連結
- 神奇小丫頭 （页面存档备份，存于）－東映動畫介紹 （日語）